# Atelopus chrysocorallus
Espèce
Statut de conservation UICN

 CR A2ace; B1ab(iii,v)+2ab(iii,v) : 
En danger critique
Atelopus chrysocorallus est une espèce d'amphibiens de la famille des Bufonidae.

## Répartition
Cette espèce est endémique de l'État de Trujillo au Venezuela,. Elle se rencontre entre 2 000 et 2 700 m d'altitude sur la cordillère de Mérida. Son aire de répartition connue est inférieure à 100 km2.

## Publication originale
- La Marca, 1996 "1994" : Descripción de una nueva especie de Atelopus (Amphibia: Anura: Bufonidae) de selva nublada andina de Venezuela. Memoria Sociedad de Ciencias Naturales La Salle, vol. 54, p. 101–108.